# Sólo quédate en silencio
"Sólo quédate en silencio" é uma canção do grupo mexicano RBD, contida em seu álbum de estreia, Rebelde (2004). Foi escrita por Mauricio L. Arriaga e produzida por Armando Ávila. O tema foi lançado, através da EMI, como segundo single do disco em 2 de dezembro de 2004. Musicalmente, é uma faixa "pop de ritmo moderado" na qual os integrantes do grupo cantam uns para os outros sobre aproveitar os momentos finais de um romance passageiro. O conteúdo lírico foi elogiado pelos críticos de música. O RBD também gravou versões da canção em português e inglês, intituladas "Fique em Silêncio" (2005) e "Keep It Down Low" (2006), respectivamente. O videoclipe correspondente foi dirigido por Pedro Damián e filmado na Cidade do México.
Comercialmente, "Sólo quédate en silencio" teve um desempenho polarizado em termos mundiais, posicionando-se entre as dez melhores no Chile, El Salvador, Honduras e México. Nos Estados Unidos, tornou-se o primeiro single do grupo a liderar as tabelas musicais Latin Pop Airplay e Regional Mexican Airplay, da revista Billboard. Também foi reconhecida como uma das canções latinas de melhor desempenho de 2006 no ASCAP Latin Awards. Posteriormente, a obra foi incluída no repertório das turnês Tour Generación RBD (2005–07), Tour Celestial (2007–08), Empezar Desde Cero Tour (2008), Tour del Adiós (2008) e Soy Rebelde Tour (2023).

## Antecedentes e composição
Após o sucesso da telenovela mexicana Rebelde (2004-06), o RBD lançou seu primeiro álbum, também intitulado Rebelde, em 30 de novembro de 2004, através da EMI. O disco obteve um enorme êxito comercial, com 1,5 milhão de cópias vendidas em todo o mundo até 2006 e foi certificado com disco de diamante pela Asociación Mexicana de Productores de Fonogramas y Videogramas (AMPROFON). "Sólo quédate en silencio", escrita por Mauricio L. Arriaga e produzida por Armando Ávila, foi descrita por Jessica Roiz, da Billboard, como uma canção "pop de ritmo moderado". A faixa, conforme Mariana Canhisares do Omelete, "é tão dramática quanto 'Sálvame'". Liricamente, o editor do Uproxx, Lucas Villa, descreveu-a como uma "canção de amor eletrizante" onde os integrantes do grupo "cantam uns para os outros sobre como aproveitar os momentos finais de um romance efêmero". Incluindo-a também em terceiro lugar em sua lista das 20 melhores canções de RBD. Escrevendo para o Remezcla, Ana Clara Ribeiro interpretou as interações vocais entre os membros do grupo como uma forma de combinar suas distintas vozes e adicionar um toque da tensão romântica vivida pelos personagens que interpretaram na telenovela. Do mesmo veículo, Alan López descreveu o tema como um "hino de amor adolescente".

## Divulgação e recepção
"Sólo quédate en silencio" foi lançado como segundo single de Rebelde em 2 de dezembro de 2004 pela EMI. Uma remixagem a partir do tema original foi incluída em Best of Remixes (2009), enquanto a própria faixa sendo adicionada na coletânea de êxitos do grupo, Best of RBD (2008). O videoclipe correspondente foi dirigido por Pedro Damián e consiste em diversos momentos: a exemplo, o grupo se apresentando em um estádio na Cidade do México e cantando em uma espécie de garagem abandonada. Na edição anual do ASCAP Latin Awards em 2006, a canção foi reconhecida com uma das melhores do ano na categoria "Pop/Balada". No mesmo ano, durante a 13.ª edição do Billboard Latin Music Awards, "Sólo quédate en silencio" foi indicada a três categorias: Melhor Canção Pop Latina do Ano – Dupla ou Grupo, Melhor Canção Pop Latina do Ano – Artista Revelação e Melhor Ringtone Latino do Ano. Comercialmente, tornou-se o primeiro número um do RBD nas tabelas musicais Latin Pop Airplay e Regional Mexican Airplay da revista Billboard, o tema também atingiu a segunda colocação no Chile e México.
Uma versão correspondente em português, "Fique em Silêncio", foi incluída no álbum Rebelde: Edição Brasil (2005). Assim como a versão original, essa releitura contou com a produção de Armando Ávila e foi lançada como single nas estações de rádios no Brasil. No país, foi o 25.º tema mais executado de 2006, de acordo com a Crowley Broadcast Analysis. A canção também foi regravada em inglês, sob o título "Keep It Down Low" (2006). O elenco da série Rebelde (2022) apresentou sua própria versão de "Sólo quédate en silencio", integrando a faixa à trilha sonora oficial do programa. A banda de rock mexicana Moderatto regravou a canção em parceria com a cantora e compositora Danna Paola para seu nono e oitavo álbum, Rockea Bien Duro. "Sólo quédate en silencio" foi maioritariamente interpretada pelo RBD ao longo da turnês Tour Generación RBD (2005–07), Tour Celestial (2007–08), Empezar Desde Cero Tour (2008), Tour del Adiós (2008), e Soy Rebelde Tour (2023).

## Alinhamento de faixas
- CD single – México (#2001745)[11]

1. "Sólo quédate en silencio" – 3:37

## Créditos
Os seguintes créditos foram adaptados do encarte do álbum Rebelde (2004):
- RBD – vocais principais, vocais de apoio
- Mauricio L. Arriaga – composição
- Armando Ávila – produção

## Desempenho nas tabelas musicais
| Tabela musical (2005–07)                                | Melhor posição |
| ------------------------------------------------------- | -------------- |
| Brasil (Crowley Broadcast Analysis) "Fique em Silêncio" | 1              |
| Chile (Lincoln Journal Star)                            | 2              |
| El Salvador (La Nación)                                 | 1              |
| Estados Unidos (Hot Latin Songs)                        | 2              |
| Estados Unidos (Latin Airplay)                          | 2              |
| Estados Unidos (Latin Pop Airplay)                      | 1              |
| Estados Unidos (Regional Mexican Airplay)               | 1              |
| Honduras (La Nación)                                    | 1              |
| México (Monitor Latino)                                 | 2              |
| México (Spanish AC/POP)                                 | 28             |

| Tabela musical (2005)                                   | Posição |
| ------------------------------------------------------- | ------- |
| Estados Unidos (Hot Latin Songs)                        | 26      |
| Estados Unidos (Latin Pop Airplay)                      | 11      |
| Tabela musical (2006)                                   | Posição |
| Brasil (Crowley Broadcast Analysis) "Fique em Silêncio" | 25      |
| Estados Unidos (Latin Pop Airplay)                      | 25      |

| Tabela musical (2000–09)           | Posição |
| ---------------------------------- | ------- |
| Estados Unidos (Latin Pop Airplay) | 34      |